# Kuščëvskaja
Kuščëvskaja (in russo Кущёвская?) è un centro abitato (stanica) della Russia, situato nel Territorio di Krasnodar. È il centro amministrativo del distretto Kuščëvskij.
Il villaggio si trova lungo il fiume Eja. A 195 km da Krasnodar, 80 km da Rostov sul Don e 118 km da Ejsk.